# Ferroelectric Random Access Memory
Pour les articles homonymes, voir FRAM.

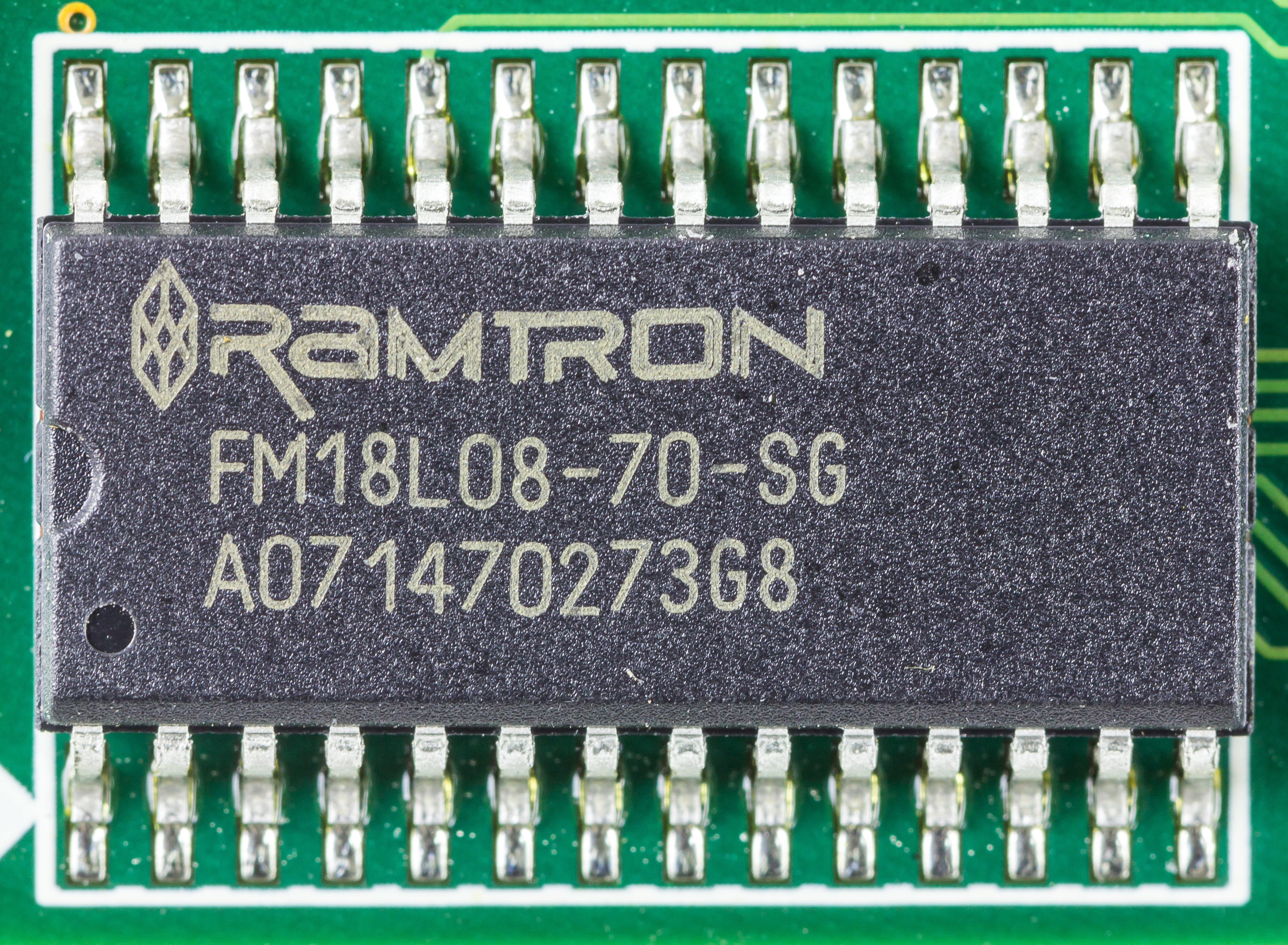
FeRAM

La mémoire FRAM, mémoire ferro-électrique ou  mémoire FeRAM (Ferroelectric RAM en anglais) est un type de mémoire d'ordinateur non volatile. Elle est similaire à la mémoire DRAM à laquelle on a ajouté une couche ferro-électrique pour obtenir la non volatilité. En mai 2011, Texas Instruments lance le premier microcontrôleur à mémoire FRAM. Certaines compagnies, telles que Fujitsu et Cypress Semiconductor ont commencé à produire des circuits utilisant cette technologie.
Par rapport aux mémoires flash utilisées actuellement, cette mémoire présentera les avantages suivants :
- moindre consommation d'électricité ;
- plus grande vitesse de lecture et d'écriture (temps d'accès de 100 nanosecondes contre 1 microseconde pour la mémoire flash) ;
- possibilité d'être effacée et ré-écrite un bien plus grand nombre de fois.

Les inconvénients sont par contre :
- des capacités de stockage plus limitées ;
- un coût de fabrication plus élevé.

Leur utilisation est destinée aux SSD.

## Description

Structure schématique d'une cellule FeRAM.

La DRAM conventionnelle se compose d’une grille de petits condensateurs et de leurs transistors de câblage et de signalisation associés. Chaque élément de stockage, une cellule, se compose d’un condensateur et d’un transistor, un dispositif dit « 1T-1C ».
La conception de la cellule de stockage 1T-1C d’une FeRAM est similaire à celle de la cellule de stockage de la DRAM, en ce sens que les deux types de cellules comprennent un condensateur et un transistor d’accès. Dans un condensateur de cellule DRAM, un diélectrique linéaire est utilisé, tandis que dans un condensateur de cellule FeRAM, la structure diélectrique comprend un matériau ferroélectrique, généralement du titano-zirconate de plomb (PZT).
Un matériau ferroélectrique a une relation non linéaire entre le champ électrique appliqué et la charge apparemment stockée. Plus précisément, la caractéristique ferroélectrique a la forme d’une boucle d’hystérésis, dont la forme est très similaire à celle de la boucle d’hystérésis des matériaux ferromagnétiques. La constante diélectrique d’un ferroélectrique est généralement beaucoup plus élevée que celle d’un diélectrique linéaire en raison des effets des dipôles électriques semi-permanents formés dans la structure cristalline du matériau ferroélectrique. Lorsqu’un champ électrique externe est appliqué à travers un diélectrique, les dipôles ont tendance à s’aligner avec la direction du champ, produite par de petits décalages dans les positions des atomes et des changements dans les distributions de charge électronique dans la structure cristalline. Une fois la charge retirée, les dipôles conservent leur état de polarisation. Les « 0 » et les « 1 » binaires sont stockés comme l’une des deux polarisations électriques possibles dans chaque cellule de stockage de données. Par exemple, dans la figure, un « 1 » est codé à l’aide de la polarisation résiduelle négative « -Pr », et un « 0 » est codé à l’aide de la polarisation résiduelle positive « +Pr ».
En termes de fonctionnement, la FeRAM est similaire à la DRAM. L’écriture est accomplie en appliquant un champ à travers la couche ferroélectrique en chargeant les plaques de chaque côté de celle-ci, forçant les atomes à l’intérieur dans l’orientation « haut » ou « bas » (selon la polarité de la charge), stockant ainsi un « 1 » ou un « 0 ». La lecture, cependant, est quelque peu différente de celle de la DRAM. Le transistor force la cellule dans un état particulier, disons « 0 ». Si la cellule contenait déjà un « 0 », rien ne se passera dans les lignes de sortie. Si la cellule contenait un « 1 », la réorientation des atomes dans le film provoquera une brève impulsion de courant dans la sortie lorsqu’ils pousseront les électrons hors du métal du côté « bas ». La présence de cette impulsion signifie que la cellule contenait un « 1 ». Étant donné que ce processus écrase la cellule, la lecture de FeRAM est un processus destructeur et nécessite la réécriture de la cellule.
En général, le fonctionnement de la FeRAM est similaire à celui de la mémoire à tores magnétiques, l’une des principales formes de mémoire informatique dans les années 1960. Cependant, par rapport à la mémoire centrale, la FeRAM nécessite beaucoup moins d’énergie pour inverser l’état de polarité et le fait beaucoup plus rapidement.